# Çağlayan, Akdağmadeni
Çağlayan là một xã thuộc huyện Akdağmadeni, tỉnh Yozgat, Thổ Nhĩ Kỳ. Dân số thời điểm năm 2010 là 25 người.